# Autostrada A35 (Italien)
Die A35 oder auch BreBeMi (Kurzform für: Brescia-Bergamo-Milano) genannt, ist eine Autobahn im Norden Italiens, die sich vollständig in der Region Lombardei befindet. Die neue Autobahn verbindet die Städte Mailand und Brescia. Sie wurde in ihrem gesamten Verlauf am 23. Juli 2014 dem Verkehr übergeben. Dies stellte die größte Inbetriebnahme eines Autobahnabschnitts seit 1980 in Italien dar.

## Das Projekt
Bislang war das Wirtschaftszentrum Mailand mit der Stadt Brescia nur durch die Autobahn A4 verbunden. Hier gibt es ein durchschnittliches Verkehrsaufkommen von 100.000 Fahrzeugen pro Tag, mit Spitzen bis zu 140.000. Aufgrund dessen wird die A4 in diesem Bereich sechsspurig ausgebaut.
Doch um die Verkehrsströme in der Lombardei noch besser zu leiten, begannen die Planungen an der neuen Autobahn A35, damals noch unter dem Projektnamen BreBeMi. Die Autobahn soll die Städte Brescia und Mailand direkt verbinden, ohne den Umweg über die Stadt Bergamo.
Ende 2009 wurde das Projekt genehmigt, die Umweltverträglichkeitsprüfungen waren abgeschlossen. Die Bauarbeiten begannen am 22. Juli 2009. Die Fertigstellung war zunächst für 2013 geplant. Mitte 2012 ist bereits die Hälfte der Strecke vollendet, die Fertigstellung war ursprünglich im April 2014 geplant, wurde dann jedoch auf Juli 2014 verschoben. Die Eröffnung der neuen A35 fand am 23. Juli 2014 statt.
Die Eröffnungsfeier fand am 23. Juli in der Gemeinde Fara Olivana con Sola bei der Autobahnauffahrt Romano di Lombardia statt. Unter den Gästen befanden sich der italienische Premierminister Matteo Renzi sowie der Präsident der Region Lombardei Roberto Maroni. Die Eröffnung für den gesamten Verkehr erfolgte um 16:00 Uhr.
Das gesamte Projekt wird mittels Öffentlich-privater Partnerschaft, kurz ÖPP, finanziert. Die Kosten betragen 1.420 Millionen Euro und sollen durch die Einnahmen der Maut gedeckt werden.

### Der Verlauf
Die A35 zweigt bei Brescia von der A4 ab und kreuzt den Raccordo Autostradale Ospitaletto-Montichiari, die A21 dir. In diesem Abschnitt ist die Strecke mautfrei.
Ab dem Kreuz mit dem Raccordo wird die Strecke als Autobahn ausgeführt, nach weiteren 6 Kilometern befindet sich die Mautstelle Chiari.
Auf den 42 km langen Hauptabschnitt weist die A35 insgesamt 6 Anschlussstellen, 3 Brücken (über die Flüsse Oglio, Serio und Adda) und einen Tunnel auf.
Bei der Gemeinde Melzo kreuzt die BreBeMi die Tangenziale Est Esterna di Milano.

### Technische Daten
Der BreBeMi ist auf den 62,1 km folgend ausgeführt:
- Erhöht: 38,9 km
- In Gräben: 19,2 km
- auf Brücken: 3,7 km
- in Tunneln: 1,3 km

Die Mautstellen auf den Ausfahrten werden vollelektronisch betrieben.

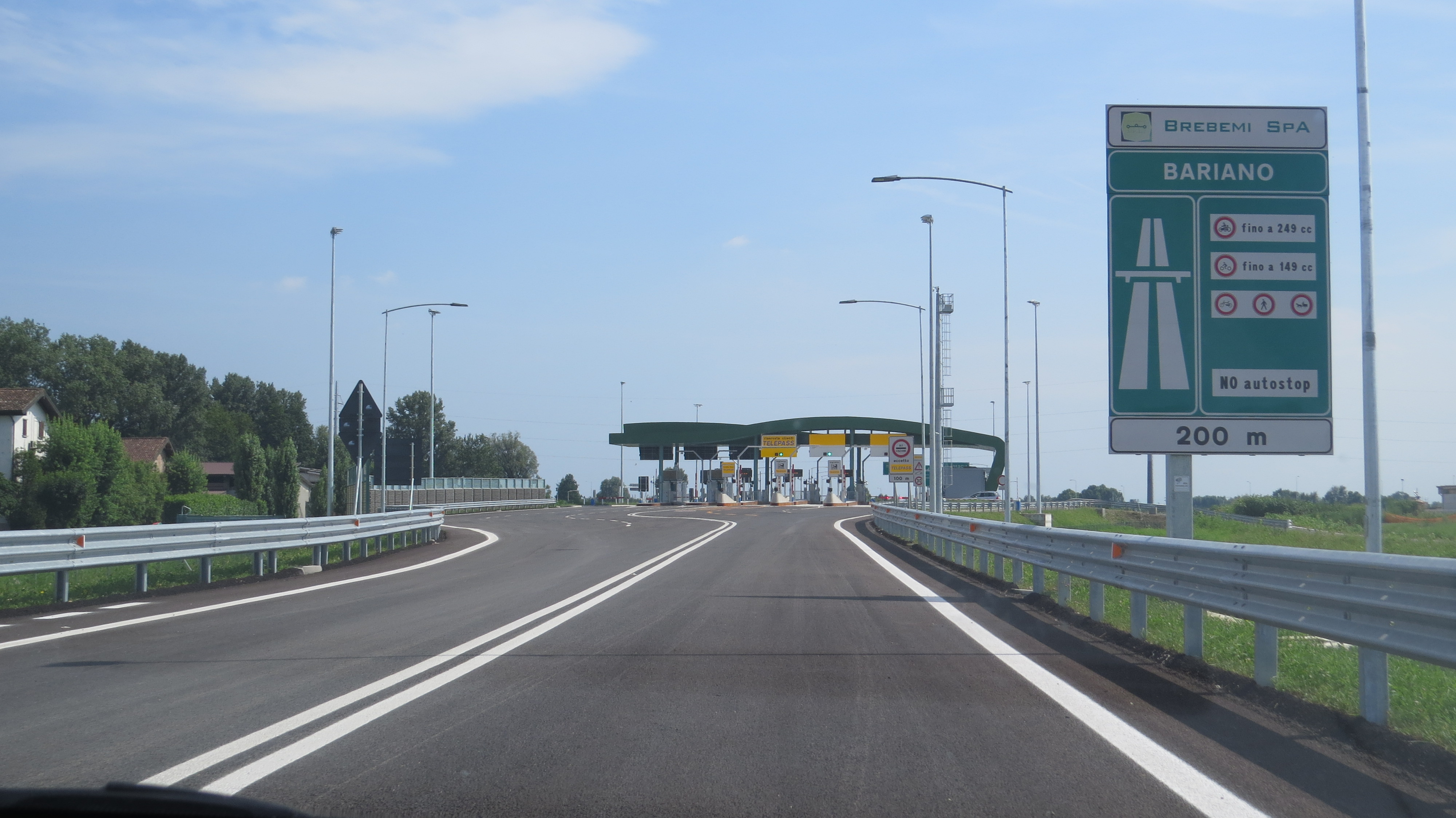
Autobahnauffahrt / Mautstelle Bariano
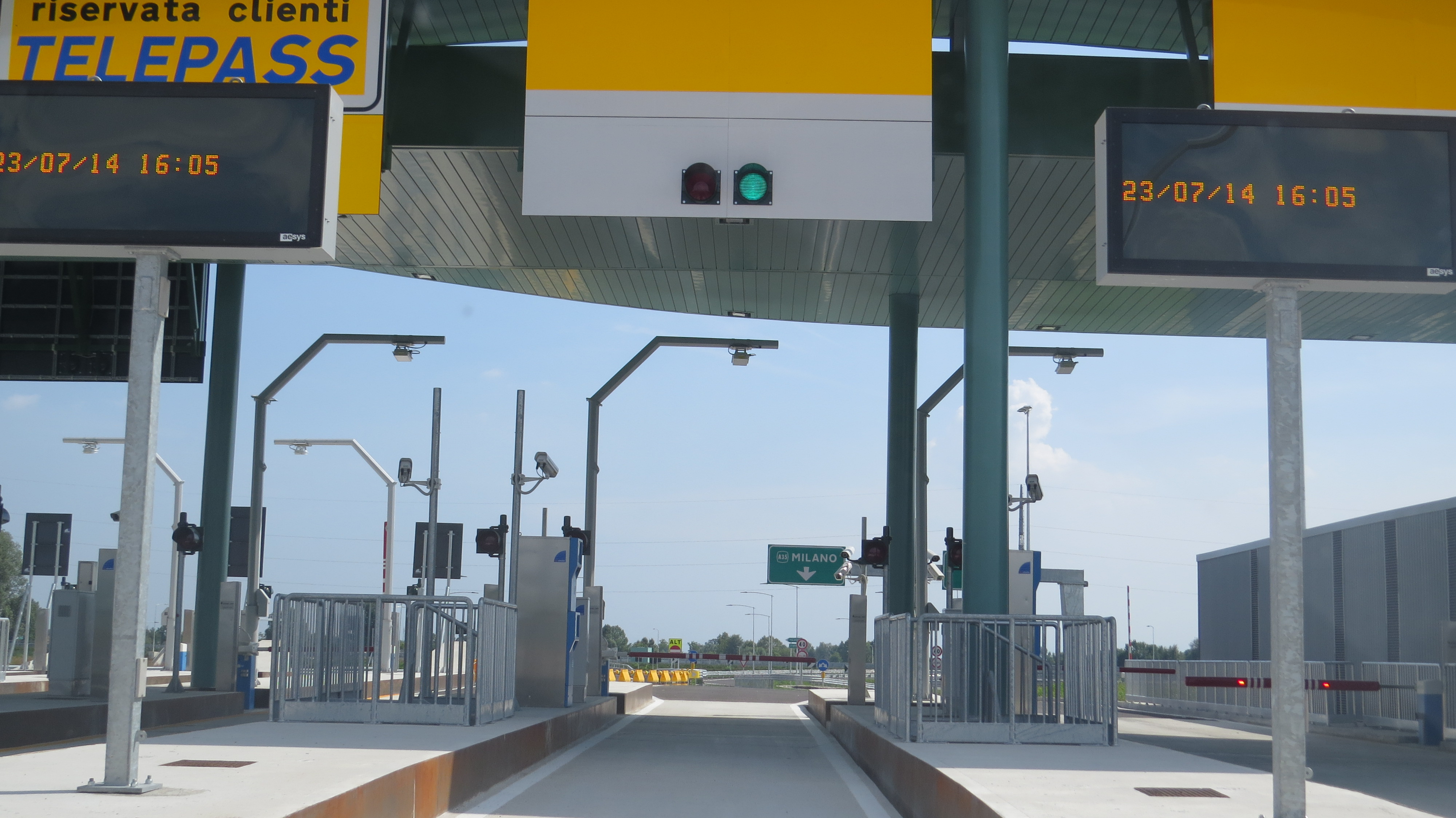
Auffahrt auf die A35
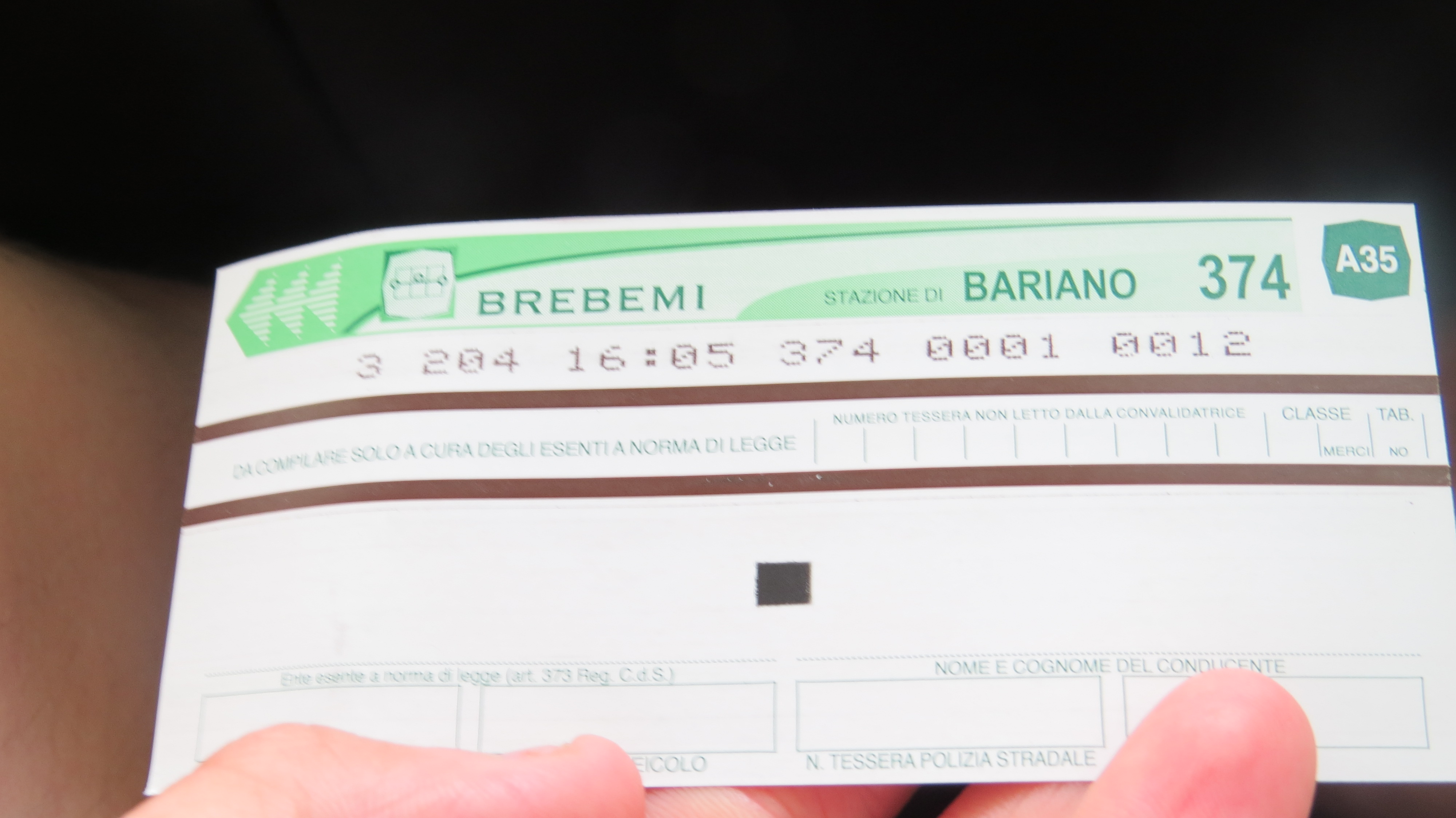
Autobahnticket der A35/BreBeMi
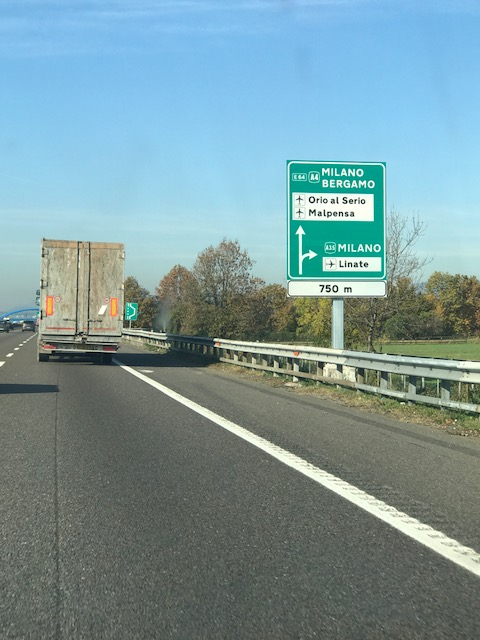
Schild am Autobahndreieck zwischen A4 und A35 bei Brescia